# Xanthomicrogaster pelides
Xanthomicrogaster pelides är en stekelart som beskrevs av Nixon 1965. Xanthomicrogaster pelides ingår i släktet Xanthomicrogaster och familjen bracksteklar. Inga underarter finns listade i Catalogue of Life.